# Santa Adélia
Santa Adélia est une municipalité brésilienne de l'État de São Paulo et la Microrégion de Catanduva.